# 캐니언디셰이 국립기념물

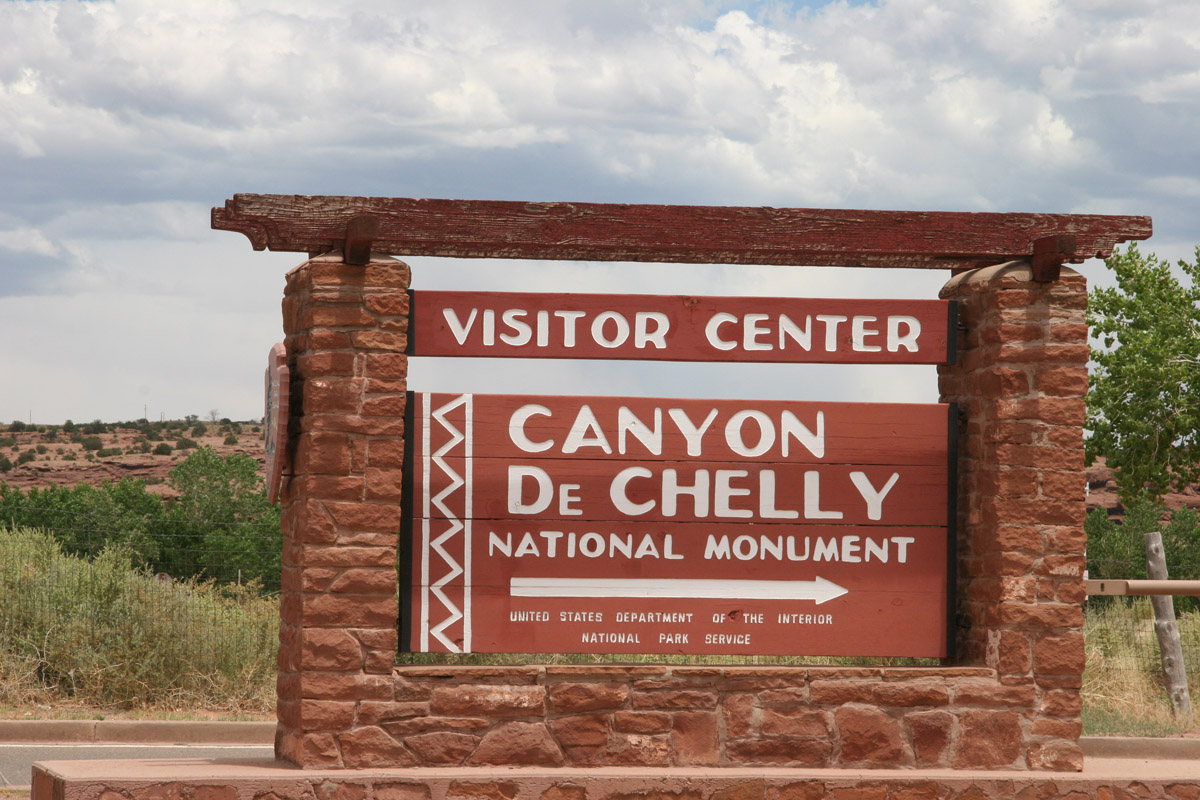
캐니언 디셰이 내셔널 모뉴먼트 방문객 센터 간판

캐니언디셰이 국립기념물(Canyon de Chelly National Monument)은 애리조나주 나바호 네이션(Navajo Nation)에 있는 내셔널 모뉴먼트이다. 내셔널 모뉴먼트는 준 국립공원으로서 한국어의 '국립기념물'의 의미 보다 넓은 의미를 갖고 있다. 캐니언디셰이의 이름은 원래 나바호 인디언의 이름 쎄이(Tséyiʼ)가 스페인어로 de Chelly로 쓰였는데 미국의 영토가 된 후 영어로 쓰이면서 프랑스어 발음으로 변질되어 글자와는 전혀 다른 발음이 되고 말았다. 사전과 여러 문헌에서 주장하는 발음도 통일이 안 되어 있어 혼란스럽다. 여기서는 내셔널 모뉴먼트 공원의 공식 웹사이트에서 표시한 발음(de-shay)에 따라 '캐니언디셰이'로 표기한다. 이곳 모뉴먼트에는 옛 푸에블로 인디언 선조(아나사지로도 불린다)와 나바호 인디언의 유적지가 있다. 공원 입장료는 없으나 캐니언의 계곡 안에는 자유롭게 들어갈수 없고 공원에서 지정한 안내원과 함께 들어갈 수 있다는 제약이 있다. 단 화이트하우스(White House) 유적지로 가는 소롯길(trail)은 개방되어 자유로이 구경할 수 있다. 계곡의 위부분은 아무 제약 없이 자유롭게 관광할 수 있다. 2010년 한해 동안 이곳을 방문한 여행자 수는 82만 명에 달한다. 애리조나 주에 있는 공원 중에서 그랜드 캐니언 다음으로 관광객이 많이 가는 곳이 되고 있다.

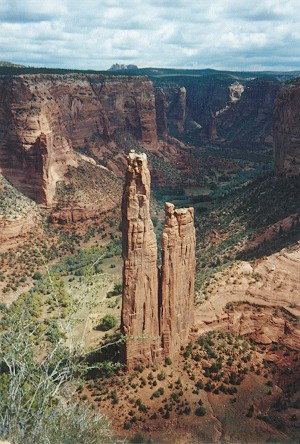
스파이더 락(Spider Rock)
(Photo by Chantico)

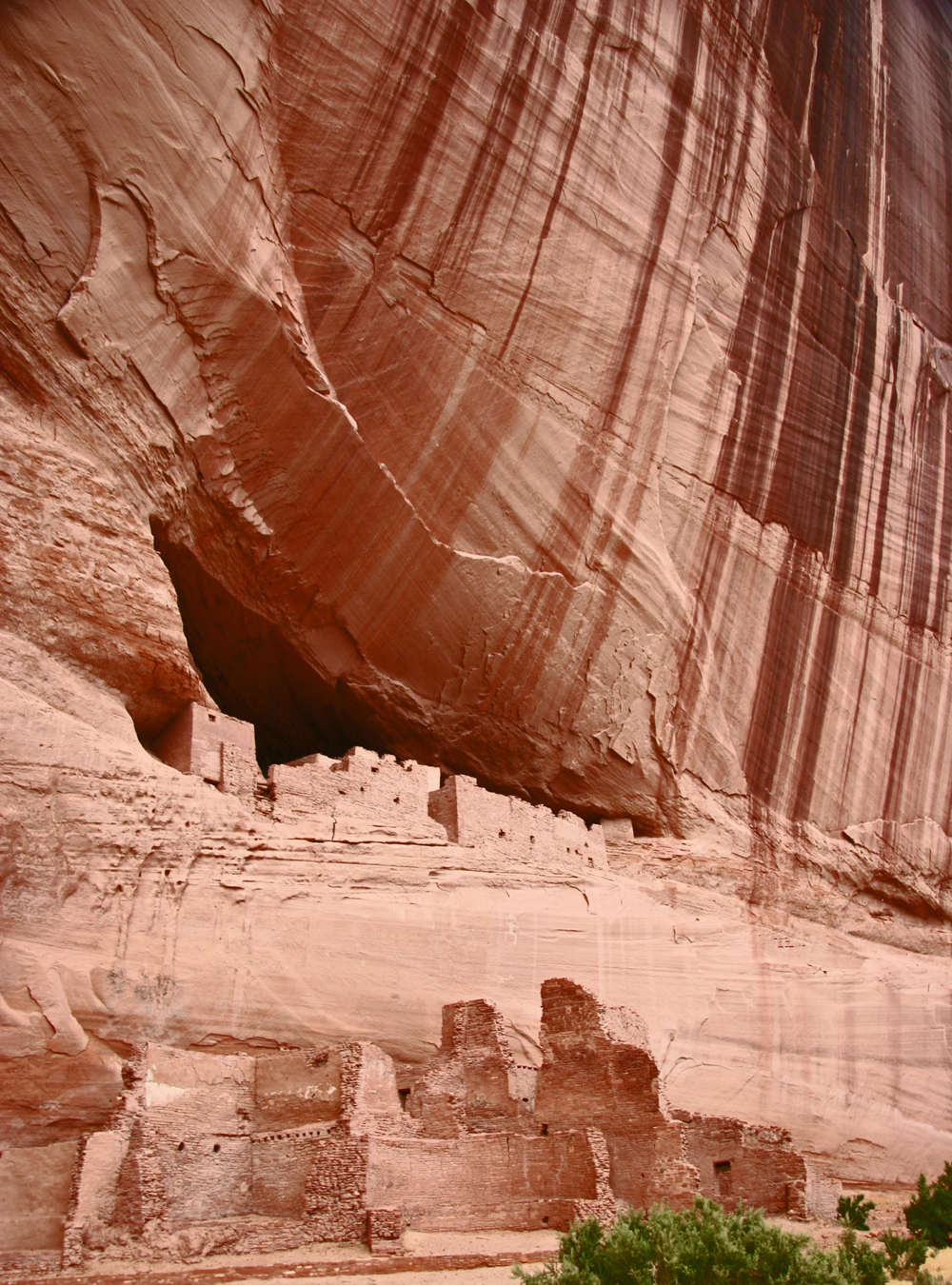
화이트하우스는 캐니언의 사암 절벽의 알코브에 푸에블로인디언이 거주했던 집터이다.
(Photo by Kyong H. Lee)

## 지리
모뉴먼트의 위치는 애리조나주의 동북쪽에 있는 쉰리(Chinle) 마을의 동쪽에 있다. 모뉴먼트의 면적은 339km2가 된다. 일반적으로 내셔널 모뉴먼트의 땅은 연방정부의 국유지로 되어 있는 것이 통례인데 이 공원은 나바호 네이션 안에 있어서 나바호의 땅인 것이 특징이다. 공원 관리도 연방정부와 나바호 네이션이 공동으로 관리하고 있다. 아리조나주는 미국 내에서 유일하게 일광절약시간을 쓰지 않는 주이지만 나바호 네이션은 애리조나주의 방침을 따르지 않고 주와는 달리 일광절약시간을 쓰고 있다. 방문객 센터에 계양된 기도 미국국기, 아리조나 주기, 나바호 네이션 국기 셋이 되는 것을 볼 수 있다. 캐니언의 절벽은 입구 근처에서는 10m 정도이지만 안으로 들어가면서 300m가 넘는 절벽이 된다. 붉은 사암 절벽의 경치가 아름답다. 공원입구는 해발 5,000ft(1,667m)이나 안으로 들어가 스파이더락에 가서는 7,000ft(2,333m)가 된다.

### 기후
| Canyon de Chelly, AZ의 기후                          | Canyon de Chelly, AZ의 기후 | Canyon de Chelly, AZ의 기후 | Canyon de Chelly, AZ의 기후 | Canyon de Chelly, AZ의 기후 | Canyon de Chelly, AZ의 기후 | Canyon de Chelly, AZ의 기후 | Canyon de Chelly, AZ의 기후 | Canyon de Chelly, AZ의 기후 | Canyon de Chelly, AZ의 기후 | Canyon de Chelly, AZ의 기후 | Canyon de Chelly, AZ의 기후 | Canyon de Chelly, AZ의 기후 | Canyon de Chelly, AZ의 기후 |
| 월                                                   | 1월                         | 2월                         | 3월                         | 4월                         | 5월                         | 6월                         | 7월                         | 8월                         | 9월                         | 10월                        | 11월                        | 12월                        | 연간                        |
| ---------------------------------------------------- | --------------------------- | --------------------------- | --------------------------- | --------------------------- | --------------------------- | --------------------------- | --------------------------- | --------------------------- | --------------------------- | --------------------------- | --------------------------- | --------------------------- | --------------------------- |
| 역대 최고 기온 °F (°C)                               | 68 (20)                     | 72 (22)                     | 82 (28)                     | 90 (32)                     | 101 (38)                    | 105 (41)                    | 105 (41)                    | 102 (39)                    | 99 (37)                     | 90 (32)                     | 79 (26)                     | 67 (19)                     | 105 (41)                    |
| 월평균 최고 기온 °F (°C)                             | 57.2 (14.0)                 | 64.0 (17.8)                 | 72.6 (22.6)                 | 80.8 (27.1)                 | 89.1 (31.7)                 | 97.9 (36.6)                 | 99.1 (37.3)                 | 96.2 (35.7)                 | 91.8 (33.2)                 | 83.0 (28.3)                 | 70.3 (21.3)                 | 59.6 (15.3)                 | 99.9 (37.7)                 |
| 일평균 최고 기온 °F (°C)                             | 44.2 (6.8)                  | 51.0 (10.6)                 | 60.4 (15.8)                 | 69.1 (20.6)                 | 78.6 (25.9)                 | 89.2 (31.8)                 | 92.5 (33.6)                 | 89.4 (31.9)                 | 82.6 (28.1)                 | 70.2 (21.2)                 | 55.8 (13.2)                 | 44.9 (7.2)                  | 69.0 (20.6)                 |
| 일평균 최저 기온 °F (°C)                             | 19.1 (−7.2)                 | 23.6 (−4.7)                 | 29.5 (−1.4)                 | 35.7 (2.1)                  | 43.8 (6.6)                  | 52.0 (11.1)                 | 59.9 (15.5)                 | 58.7 (14.8)                 | 49.6 (9.8)                  | 37.6 (3.1)                  | 27.1 (−2.7)                 | 19.2 (−7.1)                 | 38.0 (3.3)                  |
| 월평균 최저 기온 °F (°C)                             | −0.6 (−18.1)                | 7.3 (−13.7)                 | 14.4 (−9.8)                 | 20.9 (−6.2)                 | 29.1 (−1.6)                 | 37.7 (3.2)                  | 49.4 (9.7)                  | 48.6 (9.2)                  | 35.0 (1.7)                  | 23.2 (−4.9)                 | 10.9 (−11.7)                | 1.9 (−16.7)                 | −4.2 (−20.1)                |
| 역대 최저 기온 °F (°C)                               | −32 (−36)                   | −22 (−30)                   | 1 (−17)                     | 9 (−13)                     | 10 (−12)                    | 20 (−7)                     | 38 (3)                      | 38 (3)                      | 23 (−5)                     | 13 (−11)                    | −3 (−19)                    | −27 (−33)                   | −32 (−36)                   |
| 평균 강수량 인치 (mm)                                | 0.79 (20)                   | 0.69 (18)                   | 0.67 (17)                   | 0.53 (13)                   | 0.50 (13)                   | 0.28 (7.1)                  | 1.13 (29)                   | 1.25 (32)                   | 0.91 (23)                   | 0.99 (25)                   | 0.71 (18)                   | 0.71 (18)                   | 9.16 (233.1)                |
| 평균 강설량 인치 (cm)                                | 1.6 (4.1)                   | 1.2 (3.0)                   | 0.9 (2.3)                   | 0.1 (0.25)                  | 0 (0)                       | 0 (0)                       | 0 (0)                       | 0 (0)                       | 0 (0)                       | 0.1 (0.25)                  | 0.4 (1.0)                   | 1.5 (3.8)                   | 5.8 (14.7)                  |
| 출처: https://wrcc.dri.edu/cgi-bin/cliMAIN.pl?az1248 |                             |                             |                             |                             |                             |                             |                             |                             |                             |                             |                             |                             |                             |

## 관광지

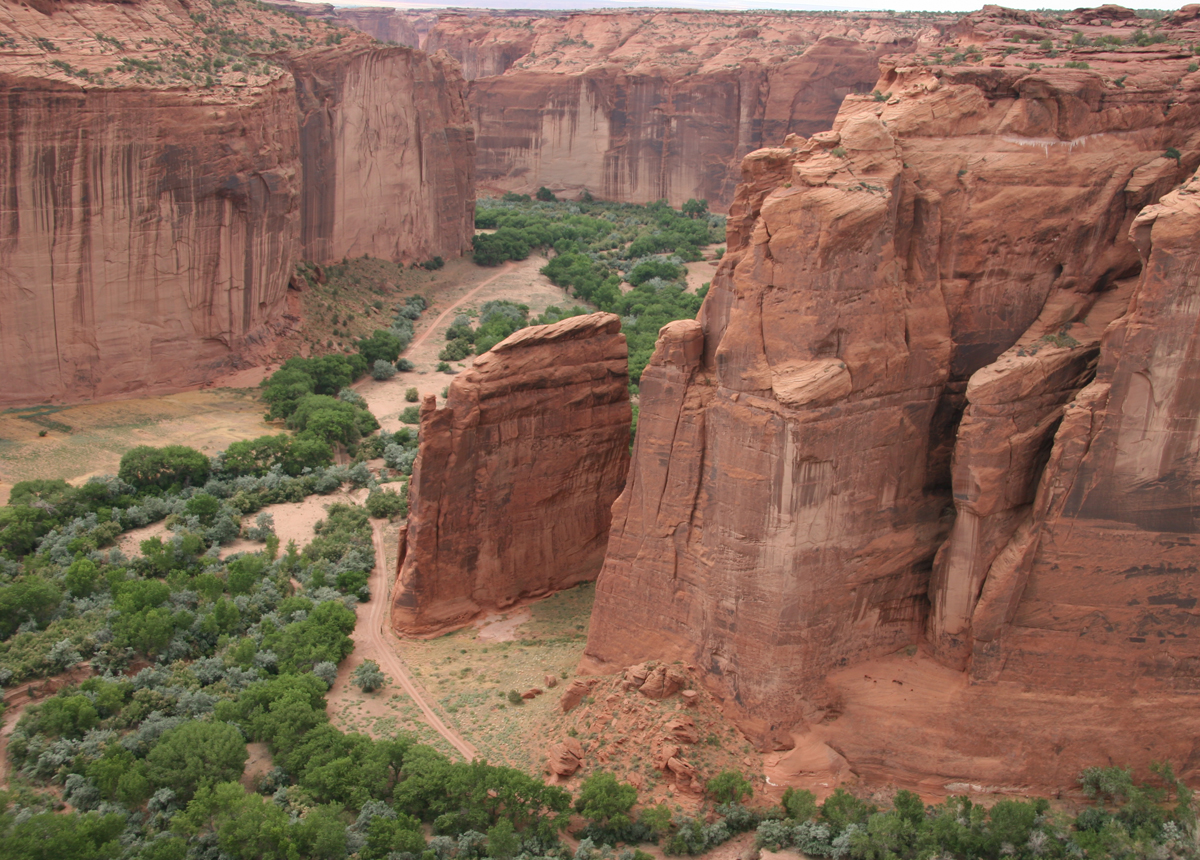
캐니언 디셰이 남쪽 림에서 본 경치.
(Photo by Kyong H. Lee)

캐니언 절벽 위에서 내려다보는 관광을 할 경우 남쪽과 북쪽의 두 코스의 관광이 가능하다. 북쪽 캐니언의 가장자리를 보는 노스림(North Rim)코스는 약 34마일 왕복 거리가 된다. 남쪽 캐니언의 가장자리를 보는 사우스림(South Rim)코스는 약 37마일 왕복 거리가 된다. 캐니언의 절벽 밑 계곡에서 관광을 하려면 나바호인 안내자와 함께 하는 단체 여행을 해야 된다. 예약은 방문객 센터나 호텔에서 할 수 있다. 화이트하우스 유적지만은 예외로 안내자 없이 관광할 수 있다.
- 화이트하우스유적지는 남쪽 코스에 속한다. 왕복 2.5마일의 하이킹을 해야 된다. 절벽을 내려 가는 트레일의 경치가 좋다. 1,000년 전에 암석의 절벽의 알코브[3]에 거주했던 선조 푸에블로 인디언의 유적지이다.
- 스파이더 락(Spider Rock)은 240m(800ft)높이의 뾰족한 바위 봉우리다. 남쪽 코스(South Rim)의 끝에 있다. 캐니언디셰이의 상징물이라 할 수 있는 신기한 봉우리다.
- 안테롭하우스루인(Antelop House Ruin)은 700년대에 인디언의 거주했던 집의 유적이 있는 곳이다. 노스림에 있다.
- 매서커르 케이브 오버루크(Massacre Cave Overlook：학살동굴전망대)는 절벽의　동굴　같은　알코브[3]에　피신해　있던 115명의 나바호 여인과 아이들이 스페인 군에 의해서 학살　되었던 곳이다. 스페인 군인들이 절벽의 동굴까지 올라왔을 때 한 용감한 나바호 여인이 스페인 군인을 안고 절벽 아래로 떨어져 함께 죽었다. 한국의 임진왜란 역사에 나오는　논개가 일본 군인 장수를 껴안고 남강에 몸을 던진 이야기와 비슷하다. 이곳을 '둘이 투신 한 곳(Two Fell Off)＇이라고도 부른다.

## 역사
적어도 2,000년 전부터 푸에블로 인디언의 선조들이 캐니언디셰이에 거주해 왔다. 절벽에 있는 알코브(Alcove)를 이용해서 벼랑거주를 한 유적들이 남아 있다. 서기 1300년 중반에 어떤 이유인지는 모르지만 그들은 이곳을 떠나 버렸다. 그 뒤에 푸에블로 인디언에 속하는 호피 인디언이 이주해 와서 옥수수를 경작하며 살았다. 그 뒤에 나바호 인디언이 남으로 이주해 내려와서 지금까지 살게 되었다. 스페인의 영토가 되면서 나바호 인디언은 스페인 군대와의 격전의 쓰라림을 겪었다. 1805년 스페인 군인들은 절벽의 굴에 피신한 115명의 나바호 인디언을 학살하는 일이 있었다. 또, 미국의 지배를 받게 되면서 킽 칼슨(Kit Carlson) 대령이 지휘하던 군인들과 격전을 벌릴 때 이곳 캐니언은 최후의 요새가 되었던 곳이다. 나바호 인디언은 항복을 할 수 밖에 없었고 그 결과로 추운 겨울철에 뉴멕시코로 강제 이주를 당하는 300마일(480km)의 먼길의 강행군, 롱 워크(long walk)를 하게 되었다. 많은 나바호 인디언의 희생이 있었고 4년 뒤 1868년 미국 정부에서는 강제 이주 계획이 잘못된 것임을 인정하고 나바호 인디언들을 본래 고향인 이 지역으로 돌아가게 허용했다.

## 숙박
공원안에는 캠프장이 있고, 던더버드라지(Thunderbird Lodge) 호텔이 있다. 공원 입구와 쉰리(Chinle) 마을에 할리데이인(Holiday Inn), 베스트웨스턴(Best Western) 등의 호텔 숙박 시설이 있다. 쉰리는 인구 5천여 명의 마을이다. 간이 식당(Fast Food Restaurant)이 네 곳 있고 일반식당도 다수 있다. 중국식당(킹드라곤)도 있다.

## 사진 모음

그랜드
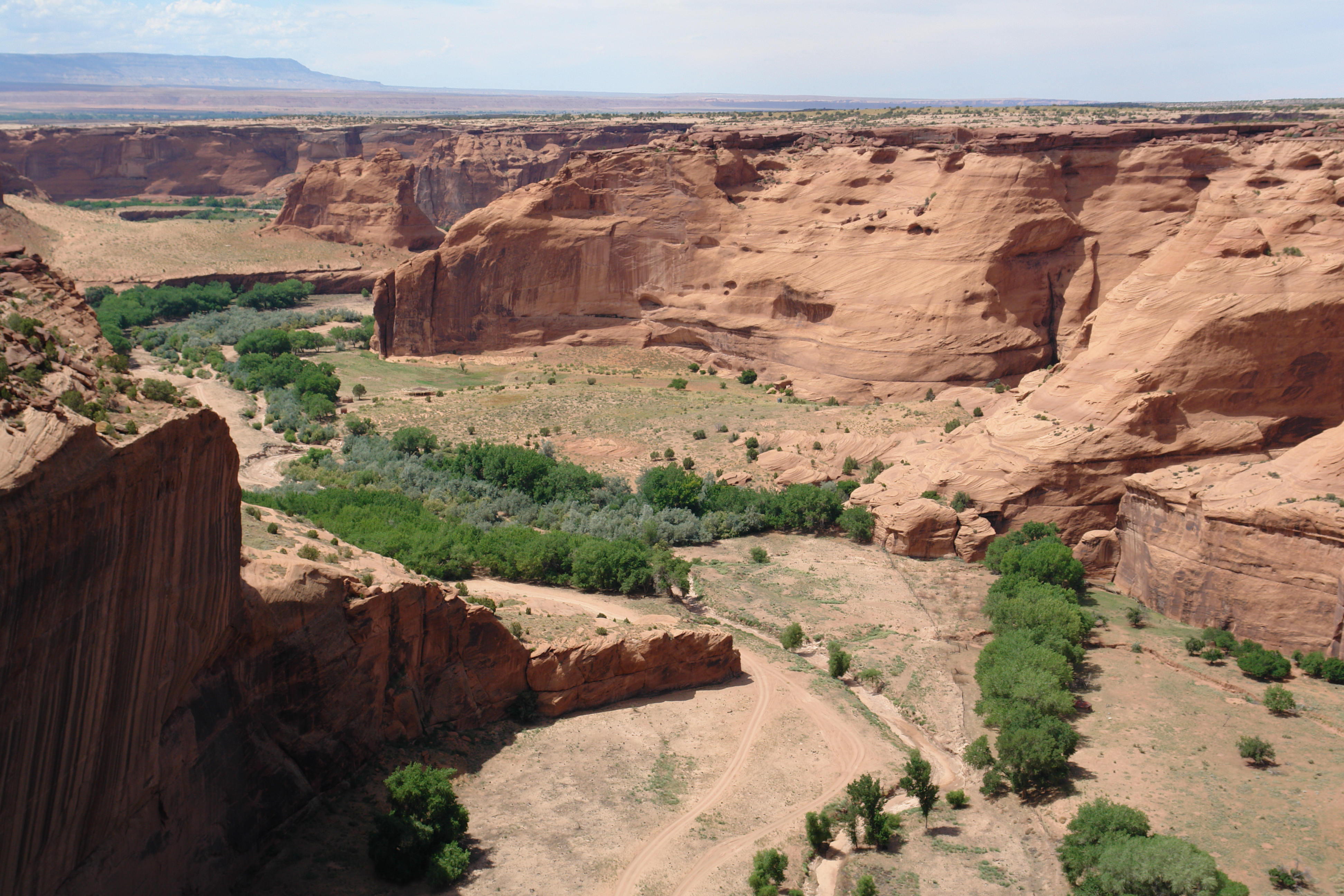
화이트하우스오버루크에서 본 경치. (Photo by Greg Peterson)
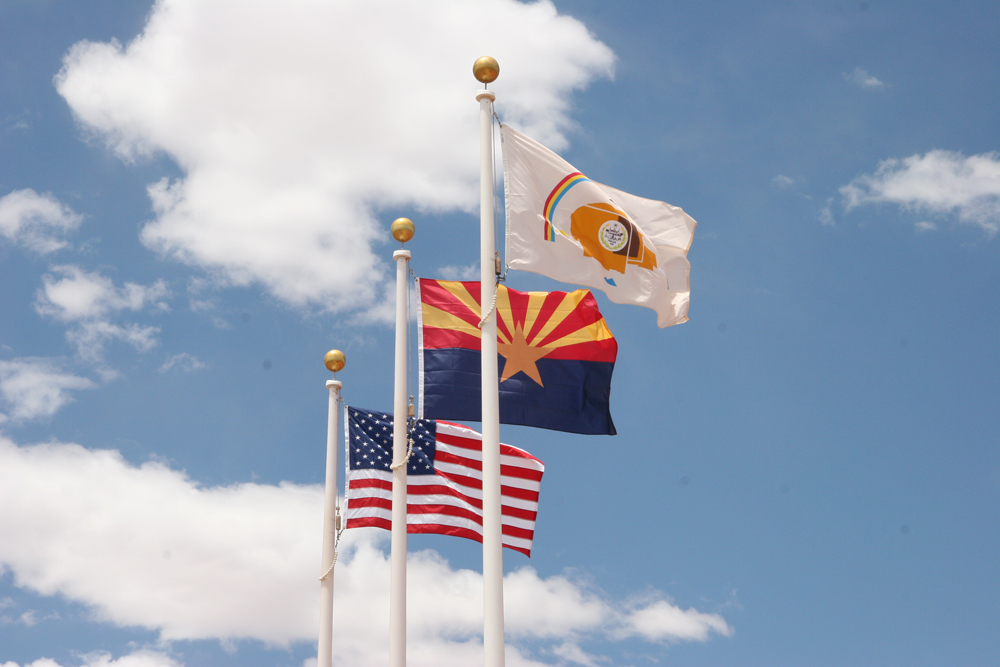
캐니언 디셰이 방문객 센터에 계양된 세개의 기. 나바호국기, 아리조나 주기, 미국 국기.
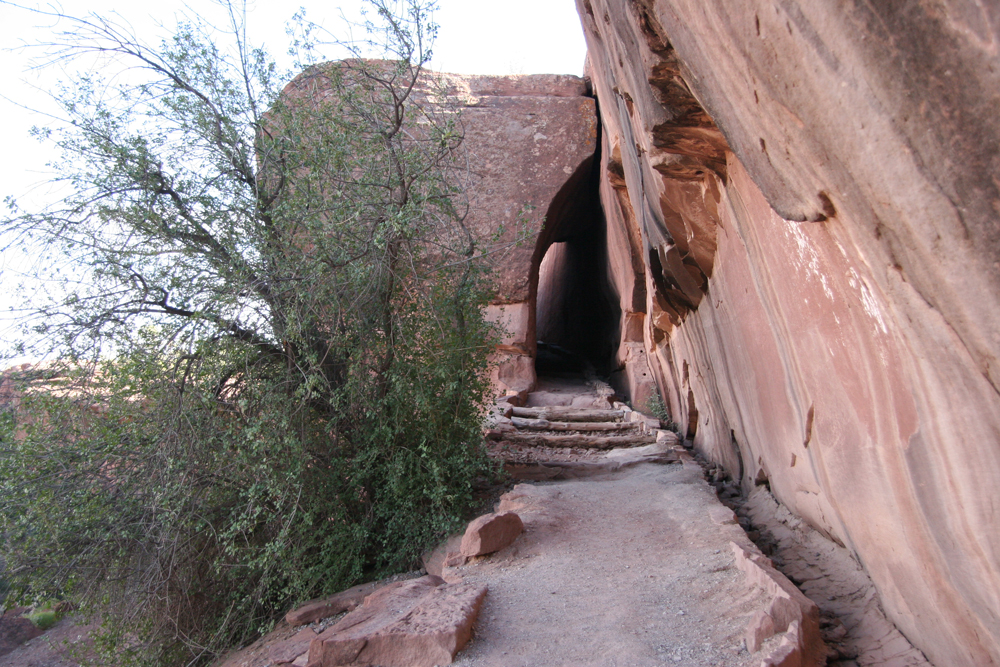
캐니언 절벽 밑으로 내려가는 트레일은 작은 동굴을 자난다.
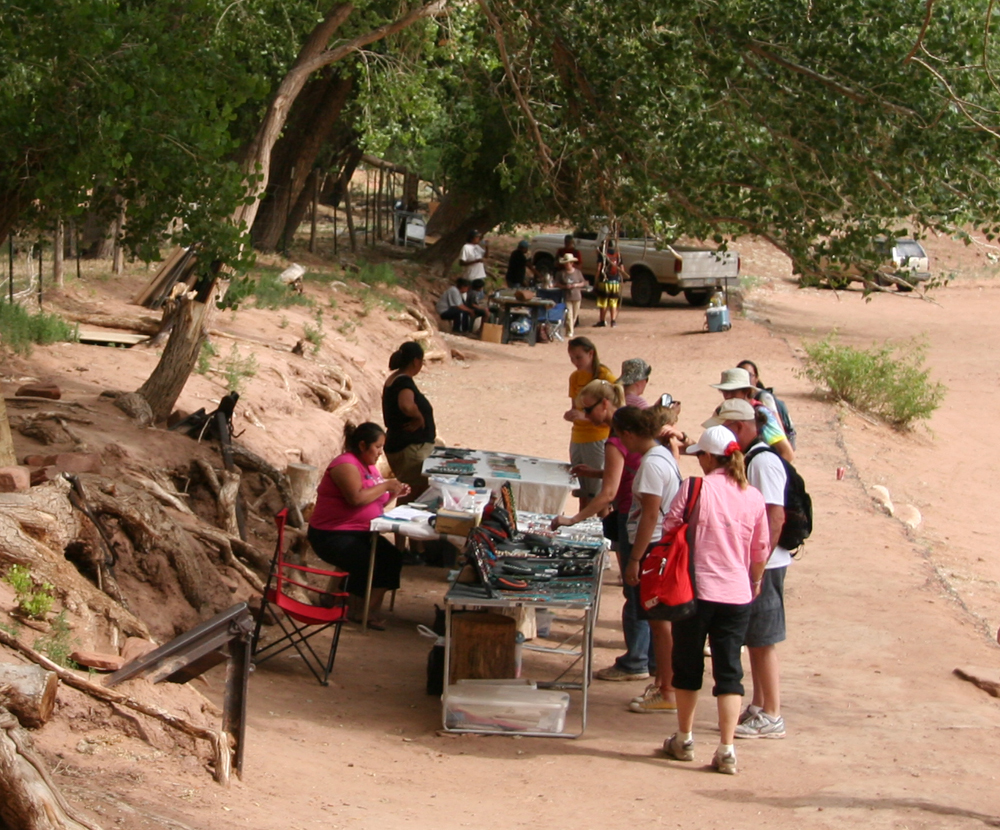
나바호 인디언의 수공예품을 파는 노상. 화이트하우스 앞.
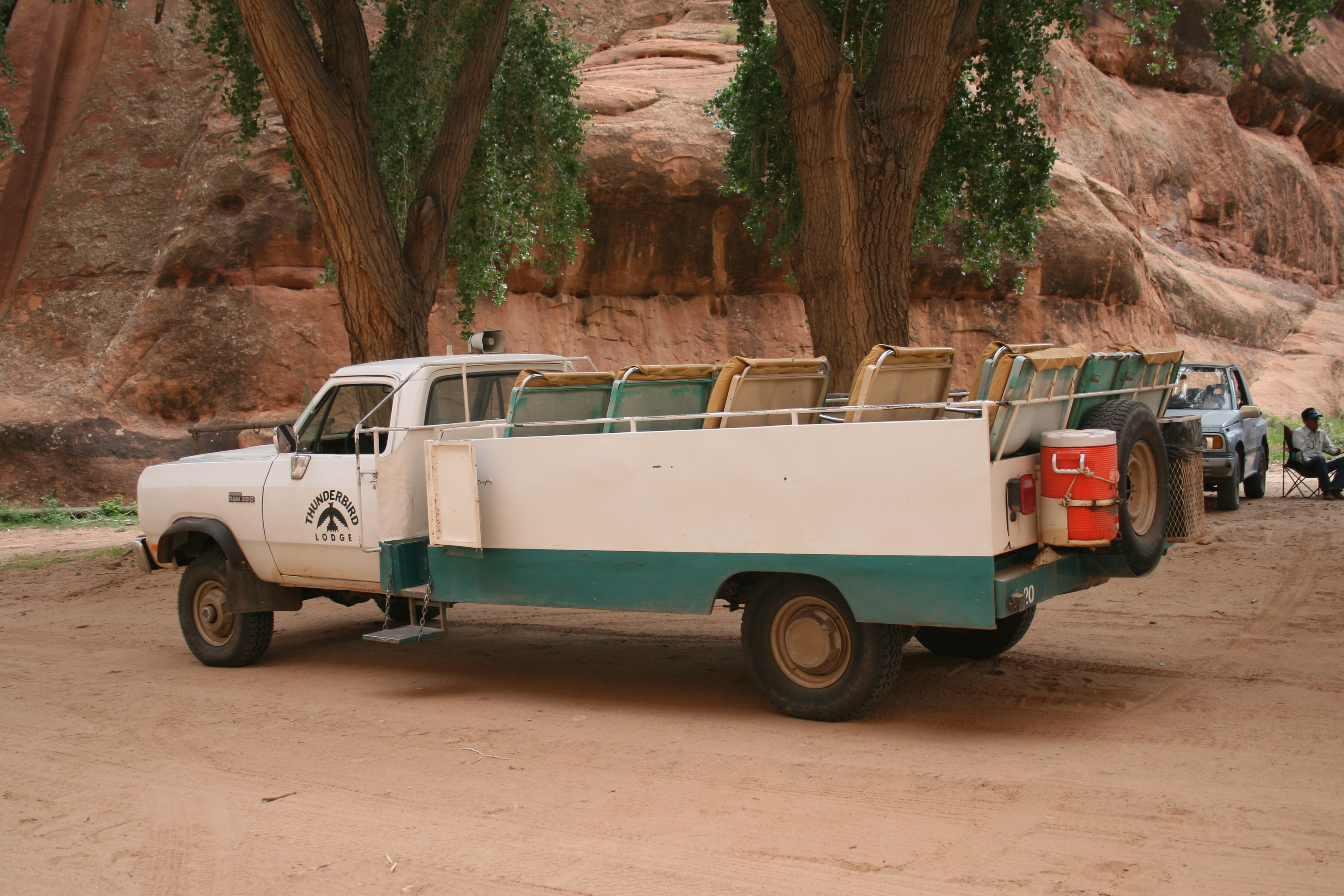
안내 관광용 자동차 (Photo by A.F.Borchert)

## 같이 보기
- 메사버드 국립공원